# Fleury-les-Aubrais
Fleury-les-Aubrais é uma comuna francesa na região administrativa do Centro, no departamento Loiret. Estende-se por uma área de 10,12 km². Em 2010 a comuna tinha 21 339 habitantes (densidade: 2 108,6 hab./km²).043 hab/km².